# Yuko Enomoto
Yuko Enomoto (ur. 27 lipca 1991) – japońska lekkoatletka, tyczkarka.
Złota medalistka mistrzostw kraju w kategorii juniorek.

## Osiągnięcia
| Rok  | Impreza                   | Miejsce | Konkurencja   | Lokata     | Wynik |
| ---- | ------------------------- | ------- | ------------- | ---------- | ----- |
| 2010 | Mistrzostwa Azji juniorów | Hanoi   | skok o tyczce | 2. miejsce | 3,65  |

## Rekordy życiowe
- Skok o tyczce – 3,90 (2009 & 2010)